# 少女芋螺
少女芋螺（学名：Conus emaciatus），是新腹足目芋螺科芋螺属的一种。主要分布于越南、印度尼西亚、台湾，常栖息在浅海。